# Primera División de Argentina 2012/2013
Primera División de Argentina 2013/2014 var den högsta divisionen i fotboll i Argentina säsongen 2013/2014 och som bestod av två separata serier - Torneo Inicial och Torneo Final. Säsongen inleddes med Torneo Inicial och avslutades med Torneo Final och vardera serie bestod av tjugo lag som mötte alla andra lag en gång, antingen hemma eller borta, vilket gav totalt 19 matcher per mästerskap och 38 matcher över en hel säsong. Om Lag A mötte Lag B borta i Torneo Inicial, så mötte Lag A Lag B hemma i Torneo Final och vice versa - på detta sätt spelade alla lag mot varandra två gånger över säsongen, en gång hemma och en gång borta. Vinnarna av varje gick vidare till en final för att kora den argentinska mästaren. Nedflyttningen baserades på ett poängsnitt sett över de tre senaste säsongerna, där de tre sämsta lagen flyttas ner till den näst högsta divisionen.
Vélez Sarsfield blev argentinska mästare genom seger i Torneo Inicial och därefter finalseger med 1-0 mot Newell's Old Boys som vann Torneo Final.

## Turneringar

### Torneo Inicial
| Nr | Lag                 | S  | V  | O  | F  | GM | IM | MS  | P  |
| -- | ------------------- | -- | -- | -- | -- | -- | -- | --- | -- |
| 1  | Vélez Sarsfield     | 19 | 13 | 2  | 4  | 31 | 12 | +19 | 41 |
| 2  | Newell's Old Boys   | 19 | 9  | 9  | 1  | 23 | 11 | +12 | 36 |
| 3  | Belgrano            | 19 | 10 | 6  | 3  | 22 | 13 | +9  | 36 |
| 4  | Lanús               | 19 | 10 | 4  | 5  | 23 | 10 | +13 | 34 |
| 5  | Racing              | 19 | 9  | 6  | 4  | 26 | 12 | +14 | 33 |
| 6  | Boca Juniors        | 19 | 9  | 6  | 4  | 25 | 20 | +5  | 33 |
| 7  | Arsenal             | 19 | 9  | 4  | 6  | 19 | 22 | −3  | 31 |
| 8  | River Plate         | 19 | 7  | 8  | 4  | 28 | 16 | +12 | 29 |
| 9  | Estudiantes         | 19 | 8  | 4  | 7  | 19 | 16 | +3  | 28 |
| 10 | Colón               | 19 | 6  | 8  | 5  | 26 | 24 | +2  | 26 |
| 11 | San Lorenzo         | 19 | 6  | 8  | 5  | 20 | 20 | 0   | 26 |
| 12 | All Boys            | 19 | 5  | 6  | 8  | 19 | 27 | −8  | 21 |
| 13 | Godoy Cruz          | 19 | 5  | 5  | 9  | 13 | 24 | −11 | 20 |
| 14 | Atlético de Rafaela | 19 | 5  | 5  | 9  | 20 | 28 | −8  | 20 |
| 15 | Quilmes             | 19 | 3  | 10 | 6  | 16 | 23 | −7  | 19 |
| 16 | Argentinos Juniors  | 19 | 4  | 7  | 8  | 19 | 29 | −10 | 19 |
| 17 | San Martín          | 19 | 4  | 5  | 10 | 21 | 27 | −6  | 17 |
| 18 | Independiente       | 19 | 3  | 8  | 8  | 16 | 24 | −8  | 17 |
| 19 | Tigre               | 19 | 1  | 10 | 8  | 16 | 27 | −11 | 13 |
| 20 | Unión               | 19 | 0  | 7  | 12 | 16 | 33 | −17 | 7  |

### Torneo Final
| Nr | Lag                 | S  | V  | O  | F  | GM | IM | MS  | P  |
| -- | ------------------- | -- | -- | -- | -- | -- | -- | --- | -- |
| 1  | Newell's Old Boys   | 19 | 12 | 2  | 5  | 40 | 21 | +19 | 38 |
| 2  | River Plate         | 19 | 10 | 5  | 4  | 28 | 22 | +6  | 35 |
| 3  | Lanús               | 19 | 8  | 9  | 2  | 26 | 14 | +12 | 33 |
| 4  | San Lorenzo         | 19 | 8  | 8  | 3  | 26 | 16 | +10 | 32 |
| 5  | Quilmes             | 19 | 8  | 7  | 4  | 28 | 22 | +6  | 31 |
| 6  | Racing              | 19 | 8  | 5  | 6  | 24 | 17 | +7  | 29 |
| 7  | Godoy Cruz          | 19 | 7  | 8  | 4  | 23 | 16 | +7  | 29 |
| 8  | Arsenal             | 19 | 8  | 5  | 6  | 25 | 22 | +3  | 29 |
| 9  | San Martín          | 19 | 7  | 5  | 7  | 31 | 28 | +3  | 26 |
| 10 | Belgrano            | 19 | 4  | 11 | 4  | 14 | 13 | +1  | 23 |
| 11 | Atlético de Rafaela | 19 | 5  | 8  | 6  | 21 | 23 | −2  | 23 |
| 12 | Independiente       | 19 | 5  | 7  | 7  | 16 | 17 | −1  | 22 |
| 13 | Tigre               | 19 | 6  | 3  | 10 | 22 | 30 | −8  | 21 |
| 14 | Vélez Sarsfield     | 19 | 4  | 8  | 7  | 16 | 18 | −2  | 20 |
| 15 | Estudiantes         | 19 | 4  | 8  | 7  | 15 | 19 | −4  | 20 |
| 16 | All Boys            | 19 | 5  | 5  | 9  | 15 | 24 | −9  | 20 |
| 17 | Colón               | 19 | 5  | 5  | 9  | 19 | 30 | −11 | 20 |
| 18 | Argentinos Juniors  | 19 | 4  | 6  | 9  | 13 | 21 | −8  | 18 |
| 19 | Boca Juniors        | 19 | 3  | 9  | 7  | 13 | 28 | −15 | 18 |
| 20 | Unión               | 19 | 3  | 8  | 8  | 17 | 31 | −14 | 17 |

## Säsongsfinal
En säsongsfinal spelades mellan vinnaren av Torneo Inicial (Vélez Sarsfield) och Torneo Final (Newell's Old Boys) och vinnarlaget blev argentinska mästare säsongen 2012/2013 och kvalificerade sig dessutom för Copa Sudamericana 2013 och Copa Libertadores 2014 (Newell's Old Boys var emellertid redan kvalificerade genom segern av Torneo Final). Matchen bestod av endast en match och spelades den 29 juni 2013 och Vélez Sarsfield vann med 1-0 efter mål av Lucas Pratto i den 8:e matchminuten.
|             | 29 juni 2013 | Vélez Sarsfield | 1 – 0           | Newell's Old Boys | Estadio Malvinas Argentinas, Mendoza |  |
| 18:00 UTC–3 | 18:00 UTC–3  | Pratto 8′       | (1 – 0) Rapport |                   |                                      |  |
| 18:00 UTC–3 | 18:00 UTC–3  |                 |                 |                   |                                      |  |
| 18:00 UTC–3 | 18:00 UTC–3  |                 |                 |                   |                                      |  |

## Kvalificering för internationella turneringar
Argentina har totalt fem platser i Copa Libertadores och sex platser i Copa Sudamericana varje säsong. De tillsätts på olika sätt. Vinnaren av varje mästerskap får en plats var till Copa Libertadores. Därutöver sammanställs tabeller för att fastställa de övriga kvalificerade lag till turneringarna. En tabell för året 2012 sammanställdes för att kvalificera lag till Copa Libertadores - man beaktade då Torneo Clausura från föregående säsong samt Torneo Inicial från den nuvarande säsongen - och de två bäst placerade icke-mästarna i den tabellen kvalificerade sig då för Copa Libertadores. Utöver detta gick den femte platsen till det icke-kvalificerade argentinska lag som gått bäst i Copa Sudamericana-turneringen som spelats precis innan Copa Libertadores.
De sex platserna i Copa Sudamericana 2013 gick till säsongsmästaren 2013. Därutöver sammanställdes en tabell för säsongen 2012/2013 där de fem bästa lagen som inte redan kvalificerat sig för Copa Libertadores 2013 gick till Copa Sudamericana.
- Copa Libertadores 2013 (Argentina har fem platser, varav enbart en tillsattes genom 2012/2013 års säsong och ytterligare två genom en kombination av 2011/2012 års samt 2012/2013 års säsong)
  - Vinnare av Torneo Clausura 2012: Arsenal
  - Vinnare av Torneo Inicial 2012: Vélez Sarsfield
  - Bäst placerade icke-mästare i 2012 års tabell: Newell's Old Boys
  - Näst bäst placerade icke-mästare i 2012 års tabell: Boca Juniors
  - Bästa argentinska lag i Copa Sudamericana 2012: Tigre
- Copa Sudamericana 2013 (Argentina har sex platser, varav samtliga tillsattes genom 2012/2013 års säsong)
  - Säsongsmästare av Primera División de Argentina 2012/2013: Vélez Sarsfield
  - Bäst placerade lag i den sammanlagda tabellen 2012/2013 (som inte deltog i Copa Libertadores 2013): Lanús
  - Näst bäst placerade lag i den sammanlagda tabellen 2012/2013 (som inte deltog i för Copa Libertadores 2013): River Plate
  - Tredje bäst placerade lag i den sammanlagda tabellen 2012/2013 (som inte deltog i för Copa Libertadores 2013): Racing
  - Fjärde bäst placerade lag i den sammanlagda tabellen 2012/2013 (som inte deltog i för Copa Libertadores 2013): Belgrano
  - Femte bäst placerade lag i den sammanlagda tabellen 2012/2013 (som inte deltog i för Copa Libertadores 2013): San Lorenzo

| Nr | Lag                 | S  | V  | O  | F  | GM | IM | MS  | P  |
| -- | ------------------- | -- | -- | -- | -- | -- | -- | --- | -- |
| 1  | Vélez Sarsfield     | 38 | 22 | 8  | 8  | 57 | 27 | +30 | 74 |
| 2  | Arsenal             | 38 | 20 | 9  | 9  | 49 | 37 | +12 | 69 |
| 3  | Newell's Old Boys   | 38 | 18 | 14 | 6  | 49 | 30 | +19 | 68 |
| 4  | Boca Juniors        | 38 | 18 | 12 | 8  | 55 | 40 | +15 | 66 |
| 5  | Lanús               | 38 | 17 | 9  | 12 | 42 | 28 | +14 | 60 |
| 6  | Belgrano            | 38 | 16 | 12 | 10 | 39 | 33 | +6  | 60 |
| 7  | Colón               | 38 | 13 | 16 | 9  | 50 | 42 | +8  | 55 |
| 8  | Estudiantes         | 38 | 15 | 10 | 13 | 42 | 40 | +2  | 55 |
| 9  | All Boys            | 38 | 14 | 12 | 12 | 40 | 40 | 0   | 54 |
| 10 | Racing              | 38 | 14 | 10 | 14 | 45 | 39 | +6  | 52 |
| 11 | San Lorenzo         | 38 | 12 | 15 | 11 | 42 | 42 | 0   | 51 |
| 12 | Tigre               | 38 | 11 | 16 | 11 | 45 | 42 | +3  | 49 |
| 13 | Argentinos Juniors  | 38 | 11 | 13 | 14 | 36 | 44 | −8  | 46 |
| 14 | Atlético de Rafaela | 38 | 11 | 11 | 16 | 46 | 55 | −9  | 44 |
| 15 | San Martín          | 38 | 10 | 9  | 19 | 42 | 56 | −14 | 39 |
| 16 | Independiente       | 38 | 8  | 13 | 17 | 38 | 52 | −14 | 37 |
| 17 | Godoy Cruz          | 38 | 7  | 13 | 18 | 24 | 49 | −25 | 34 |
| 18 | Unión               | 38 | 5  | 17 | 16 | 37 | 52 | −15 | 32 |
| 19 | River Plate         | 19 | 7  | 8  | 4  | 28 | 16 | +12 | 29 |
| 20 | Quilmes             | 19 | 3  | 10 | 6  | 16 | 23 | −7  | 19 |

| Nr | Lag                 | S  | V  | O  | F  | GM | IM | MS  | P  |
| -- | ------------------- | -- | -- | -- | -- | -- | -- | --- | -- |
| 1  | Newell's Old Boys   | 38 | 21 | 11 | 6  | 63 | 32 | +31 | 74 |
| 2  | Lanús               | 38 | 18 | 13 | 7  | 49 | 24 | +25 | 67 |
| 3  | River Plate         | 38 | 17 | 13 | 8  | 56 | 38 | +18 | 64 |
| 4  | Racing              | 38 | 17 | 11 | 10 | 50 | 29 | +21 | 62 |
| 5  | Vélez Sarsfield     | 38 | 17 | 10 | 11 | 49 | 32 | +17 | 61 |
| 6  | Arsenal             | 38 | 17 | 9  | 12 | 44 | 44 | 0   | 60 |
| 7  | Belgrano            | 38 | 14 | 17 | 7  | 36 | 26 | +10 | 59 |
| 8  | San Lorenzo         | 38 | 14 | 16 | 8  | 46 | 36 | +10 | 58 |
| 9  | Boca Juniors        | 38 | 12 | 15 | 11 | 38 | 49 | −11 | 51 |
| 10 | Quilmes             | 38 | 11 | 17 | 10 | 44 | 45 | −1  | 50 |
| 11 | Godoy Cruz          | 38 | 12 | 13 | 13 | 36 | 40 | −4  | 49 |
| 12 | Estudiantes         | 38 | 12 | 12 | 14 | 34 | 35 | −1  | 48 |
| 13 | Colón               | 38 | 11 | 13 | 14 | 46 | 54 | −8  | 46 |
| 14 | San Martín          | 38 | 11 | 10 | 17 | 52 | 55 | −3  | 43 |
| 15 | Atlético de Rafaela | 38 | 10 | 13 | 15 | 41 | 51 | −10 | 43 |
| 16 | All Boys            | 38 | 10 | 11 | 17 | 34 | 51 | −17 | 41 |
| 17 | Independiente       | 38 | 8  | 15 | 15 | 32 | 41 | −9  | 39 |
| 18 | Argentinos Juniors  | 38 | 8  | 13 | 17 | 32 | 50 | −18 | 37 |
| 19 | Tigre               | 38 | 7  | 13 | 18 | 38 | 57 | −19 | 34 |
| 20 | Unión               | 38 | 3  | 15 | 20 | 33 | 64 | −31 | 24 |

## Nedflyttningstabell
För nedflyttning till den näst högsta divisionen sammanställdes en speciell nedflyttningstabell. Den sammanlagda poängen från de tre senaste säsongerna slogs ihop och dividerades med antal spelade matcher, varvid ett poängsnitt räknades ut. De tre lag med sämst poängsnitt flyttades ner till Primera B Nacional.
| Nr | Lag                 | 2010/2011 | 2011/2012 | 2012/2013 | Poäng | Matcher | Poängsnitt |
| -- | ------------------- | --------- | --------- | --------- | ----- | ------- | ---------- |
| 1  | Vélez Sarsfield     | 82        | 64        | 61        | 207   | 114     | 1.816      |
| 2  | River Plate         | —         | —         | 64        | 64    | 38      | 1.684      |
| 3  | Lanús               | 63        | 55        | 67        | 185   | 114     | 1.623      |
| 4  | Boca Juniors        | 53        | 76        | 51        | 180   | 114     | 1.579      |
| 5  | Arsenal             | 57        | 62        | 60        | 179   | 114     | 1.57       |
| 6  | Belgrano            | —         | 55        | 59        | 114   | 76      | 1.5        |
| 7  | Estudiantes         | 69        | 50        | 48        | 167   | 114     | 1.465      |
| 8  | Newell's Old Boys   | 42        | 48        | 74        | 164   | 114     | 1.439      |
| 9  | Racing              | 52        | 50        | 62        | 164   | 114     | 1.439      |
| 10 | Colón               | 47        | 60        | 46        | 153   | 114     | 1.342      |
| 11 | Godoy Cruz          | 63        | 38        | 49        | 150   | 114     | 1.316      |
| 12 | Quilmes             | —         | —         | 50        | 50    | 38      | 1.316      |
| 13 | San Lorenzo         | 47        | 44        | 58        | 149   | 114     | 1.307      |
| 14 | Tigre               | 50        | 63        | 34        | 147   | 114     | 1.289      |
| 15 | All Boys            | 51        | 54        | 41        | 146   | 114     | 1.281      |
| 16 | Argentinos Juniors  | 54        | 49        | 37        | 140   | 114     | 1.228      |
| 17 | Atlético de Rafaela | —         | 50        | 43        | 93    | 76      | 1.224      |
| 18 | San Martín          | —         | 48        | 43        | 91    | 76      | 1.197      |
| 19 | Independiente       | 43        | 47        | 39        | 129   | 114     | 1.132      |
| 20 | Unión               | —         | 50        | 24        | 74    | 76      | 0.974      |